# 中村知世
中村 知世（1986年9月11日—），日本九州福岡縣出身，模特兒、演員。暱稱「知世子（ちせこ）」，隸屬Crafco Entertainment公司。

## 個人簡介
就讀福岡市立長尾中學，畢業於第一藥科大學附屬高等學校藝能系。曾學習吹奏薩克斯風和單簧管。由於相貌酷似小倉優子，十六歲的時候就被星探發掘，在模特兒公司引介下開始拍攝不同的廣告及客串演出電視劇。2003年演出電影《Swing Girls》（港譯：喇叭書院），大受好評，而且亦越來越受歡迎，逐漸在水著界及網絡上活躍，成為新一代的偶像派藝人。2006年演出特攝作品轟轟戰隊冒險者，飾演「冒險黃‧間宮菜月」，憑著可愛的形象人氣急增，一度活躍於網絡及媒體。
興趣是指甲彩繪、烹調、人體按摩、購物、收集寫真集等。喜愛藝人有Mr.Children、大塚愛。不喜歡吃刺身和西蘭花。
2018年1月1日宣布與圈外男友結婚，同年4月9日宣布懷第一胎，8月21日產下一子。2019年8月31日因照顧孩子的關係引退，直至9月16日才在個人推特中宣布。2020年2月6日再產下一女。現為汽車出租業務人員。

## 演出紀錄

### 電影
- Swing Girls（2004年）- 飾演 岡村惠子
- Green Days（2005年）- 飾演 ミカ（擔任主角）
- 我和她的×××（日语：僕と彼女の×××）（2005年）- 飾演 ハートガールズ
- 轟轟戰隊冒險者 THE MOVIE 最強的秘寶（2006年）- 飾演 間宮菜月／冒險黃
- 幽靈喪屍（2007年）- 飾演 遠野實花（擔任主角）
- 哀憑歌（2008年） - 飾演 佐野真澄
- 性感女劍士 THE MOVIE（2008年4月26日）- 飾演 咲
- 秘密潛入搜查官ワイルドキャッツinストリップロワイアル（2008年夏季）- 飾演 薰（擔任第二女主角）

### 電視劇
- Sunny-Side-UP（2005年，KBS京都）- 飾演 風間步美
- 轟轟戰隊冒險者（2006年2月－2007年2月，朝日電視）- 飾演 間宮菜月／冒險黃
- 警視廳搜查檔案「留下『櫻』之名的女人們」 最終話（2007年，朝日電視）- 飾演 增井沙耶
- 小咩的管家（2009年1月 - 3月、富士電視台） - 飾演 松城ひかる

### 綜藝節目
- 男女糾察隊(2012年-)

### 配音
- 龍鳴 - 配音角色：新宮寺惠
- 全民高爾夫 Portable 2 - 配音角色：マナ
- DRAGONAUT STATION ISDA情報局 - 配音角色：新宮寺惠
- 屍姬電台 世空寺青空放送局 - 配音角色：山神異月
- 企鵝美眉 - 配音角色：竹筍子

### 其它
- 國際信用卡「VISA」日本廣告代言人
- 「うりあぱ.com」廣告代言人
- 「家探し.jp」廣告代言人
- 「コミックバスター」廣告代言人

## 推出產品

### 寫真集
| 名稱             | 日期          | 出版商       |
| 知世～初見世～   | 2005年5月26日 | 彩文館       |
| チセラ・チョコラ | 2006年9月8日  | 竹書房       |
| 「sugar baby？」 | 2007年3月29日 | ワニブックス |
| 「知らない世界」 | 2008年4月30日 | リイド社     |

### DVD
| 名稱               | 日期           | 出版商                     |
| 中村知世 The1st.   | 2005年5月26日  | ライブドア                 |
| 知世白書           | 2005年10月28日 | アクアハウス               |
| 「Pure White」     | 2006年1月20日  | ラインコミュニケーションズ |
| チセラ・チョコラ   | 2006年9月8日   | 竹書房                     |
| 「Chise of Heart」 | 2006年12月18日 | エイベックスネットワーク   |
| ちせきらら         | 2007年3月20日  | ラインコミュニケーションズ |
| 「Say cheese！」   | 2007年6月22日  | フォーサイドドットコム     |
| チセイロオモイ     | 2007年10月25日 | エアコントロール           |
| 「ちせこなでしこ」 | 2008年1月25日  | ＧＰミュージアムソフト     |
| 「天女」           | 2008年4月20日  | Line Communications        |

### 年曆照
- 2007年 中村知世年曆（トライエックス）
- 2008年 中村知世桌上年曆

### CD
- 2006年12月－《轟轟戰隊冒險者》角色個人單曲：「ひみつのたからもの」（角色名字：間宮菜月）
- 2008年1月30日－「1/2」
- 2008年2月20日－《龍鳴》角色單曲：「HELTER SKELTER」、「It's fine today」（角色名字：ジングウジ・メグミ）

## 外部連結
- 中村知世.com -  中村知世官方網站
- ちせの××予報 ～どっちつかずの乙女ゴコロ～（页面存档备份，存于） - 中村知世官方部落格
- ちせの××予報 - 中村知世官方部落格（已停用）
- 週刊Gravure 知世電視 - 網上直播節目
- Crafco Entertainment - 中村知世所屬事務所
- 動畫作品《龍鳴》官方網站

| 前任： 松本寬也 （魔法戰隊魔法連者） | 日本超級戰隊系列黃色戰士演員 轟轟戰隊冒險者 2006年2月19日-2007年2月11日 | 繼任： 福井未菜 （獸拳戰隊激氣連者） |